# 혜미를 찾아서
《혜미를 찾아서》는 2004년 7월 2일에 MBC에서 방영한 베스트극장이다.

## 등장 인물

### 주요 인물
- 재희 : 수형 역
- 고정민 : 연숙 역

### 그 외 인물
- 변희봉 : 카센터 사장 역
- 김지영 : 장모 역
- 박광정 : 의사 역
- 권용운 : 순경 역
- 이승채 : 미진 역
- 정승재 : 태식 역
- 서창숙
- 김민정
- 김준희
- 명화
- 권영헌
- 하시은
- 김주영
- 이동호 : 승준 역 (아역)
- 공여진 (아역)
- 스턴트

서범식. 송민석. 양강연